# The Cock-Eyed World
The Cock-Eyed World is een Amerikaanse muziekfilm uit 1929 onder regie van Raoul Walsh.

## Verhaal
De sergeanten Flagg en Quirt zijn gestationeerd in Rusland. Daar ruziën ze beiden over een Russisch meisje. Vervolgens worden ze overgeplaatst naar Brooklyn, waar ze allebei een oogje hebben op hetzelfde blondje. Uiteindelijk belanden ze samen in Zuid-Amerika. Daar trekt de vurige Mariana Elenita hun beider aandacht.

## Rolverdeling
| Acteur          | Personage            |
| --------------- | -------------------- |
| Victor McLaglen | Sergeant Flagg       |
| Edmund Lowe     | Sergeant Harry Quirt |
| Lili Damita     | Mariana Elenita      |
| Leila Karnelly  | Olga                 |
| El Brendel      | Yump Olson           |
| Bob Burns       | Connors              |
| Jeanette Dagna  | Katinka              |
| Joe Brown       | Brownie              |
| Stuart Erwin    | Buckley              |
| Ivan Linow      | Sanovich             |
| Jean Laverty    | Fanny                |
| Soledad Jiménez | Herbergier           |
| Curley Dresden  | O'Sullivan           |
| Joe Rochay      | Jacobs               |
| Willie Keeler   | Herrieschopper       |